# Reginald Spevak
Reginald Peregrin Spevak, avstrijski hokejist, * 21. februar 1898, Dunaj, † julij 1959, Dunaj.
Spevak je za avstrijsko reprezentanco nastopil na enih olimpijskih igrah in več evropskih prvenstvih, kjer je bil dobitnik po ene zlate in srebrne medalje.